# HAT-P-32 b
HAT-P-32 b — горячий юпитер, обращающийся вокруг звезды HAT-P-32. Спектральный класс HAT-P-32 — поздний F или ранний G (нельзя определить точнее из-за высокого уровня её активности).
Планетная система удалена на 1044 св. лет от Земли. Как кандидат в планеты HAT-P-32 b, был обнаружен HATNet в 2004 году. Впервые, как о планете, о HAT-P-32 b было объявлено 8 июня 2011 года одновременно с HAT-P-33 b.

## Характеристики
Из-за высокого уровня шума, параметры планеты HAT-P-32 b определены с большой погрешностью. Её масса составляет 0,941 (± 0,166) массы Юпитера, при этом радиус достигает 2,037 (± 0,099) радиусов Юпитера. Средняя плотность очень низкая — всего 0,17 ± 0,05 г/куб.см! Эксцентриситет орбиты HAT-P-32 b определить не удалось. Она обращается вокруг своей звезды на среднем расстоянии 0,034 а. е. (5-6 звёздных радиусов) и совершает один оборот за 2,15 земных суток.
Своей рыхлостью и экстремально низкой средней плотностью планеты HAT-P-32 b и HAT-P-33 b напоминают горячие гиганты WASP-12 b, WASP-17 b, TrES-4 b и Kepler-7 b. Те также обращаются вокруг ярких звёзд спектрального класса F и нагреты до температуры свыше 1600К.